# Mike Joyce

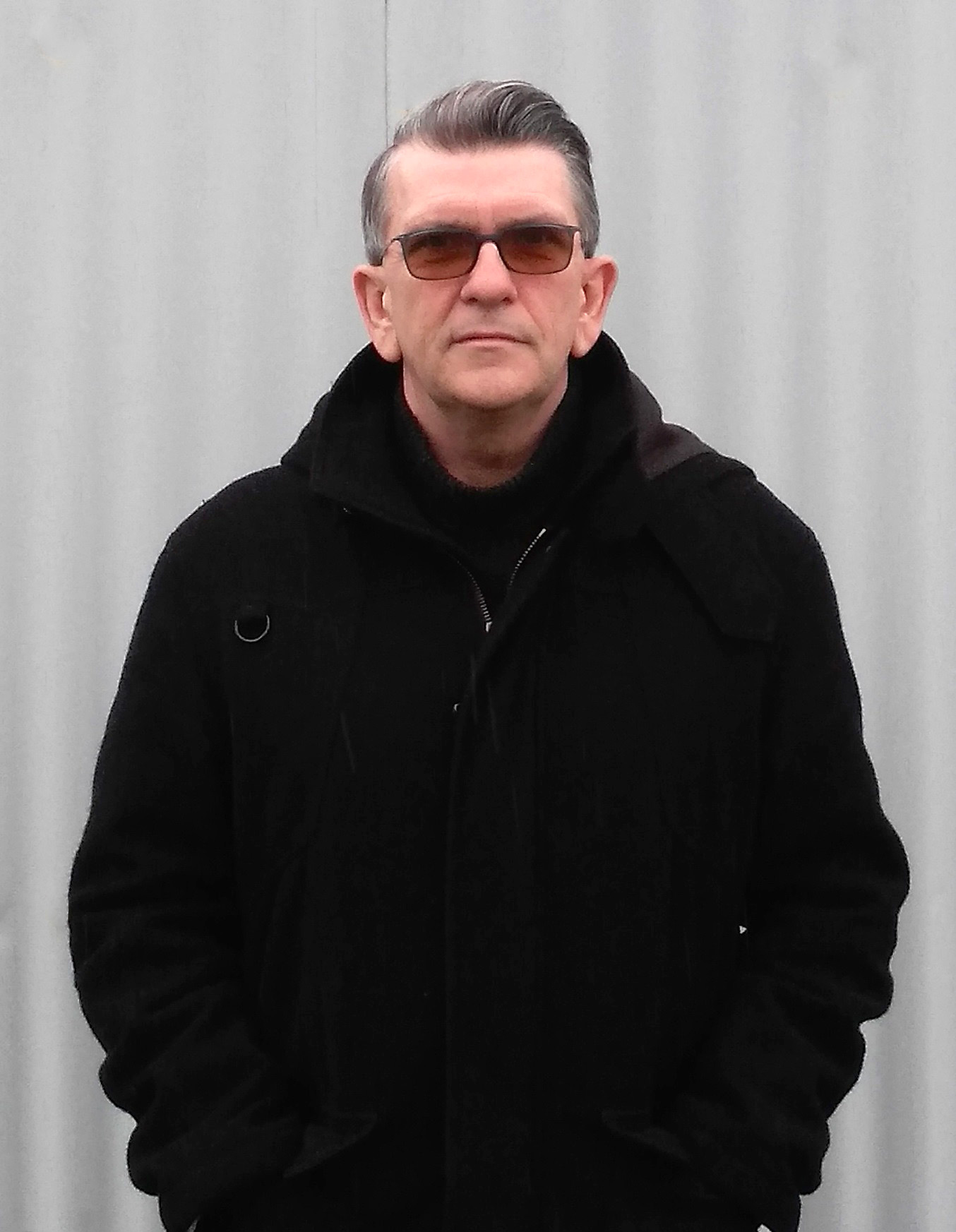

Mike Joyce, född 1 juni 1963 i Manchester, England, är en brittisk musiker, mest känd som trumslagare i The Smiths.  
Joyces första framgångar kom med The Smiths, även om han tidigare att varit trummis i Manchesterbanden The Hoax och Irish punks Victims. Joyce var medlem i The Smiths genom bandets hela existens (1982-1987).
Omedelbart efter bandets upplösning spelade Joyce tillsammans med The Smiths basist Andy Rourke med Sinéad O'Connor och spelade även rytmsektion tillsammans med honom på två av Morrisseys solosinglar. Joyce spelade med Buzzcocks, Public Image Limited, Julian Cope, P.P. Arnold, Dean Moriarty och Pete Wylie genom 1990-talet, Joyce och Rourke återförenades för att spela med Aziz Ibrahim (för Stone Roses) Oasis förra gitarrist Bonehead (som "Moondog One"), och Vinny Peculiar (tillsammans med  Craig Gannon, också han en kortvarig medlem av The Smiths).